# Diplectanum americanum
Diplectanum americanum är en plattmaskart. Diplectanum americanum ingår i släktet Diplectanum och familjen Diplectanidae. Inga underarter finns listade i Catalogue of Life.